# Zhang Guowei
Zhang Guowei (Binzhou, China, 4 de junio de 1991) es un atleta chino, especialista en la prueba de salto de altura, con la que ha logrado ser subcampeón mundial en 2015.

## Carrera deportiva
En el Mundial de Pekín 2015 ganó la medalla de plata en salto de altura, quedando situado en el podio tras el canadiense Derek Drouin y empatado con el ucraniano Bohdan Bondarenko; su salto fue de 2,34 m.